# Gmina Kołaczyce
Die Gmina Kołaczyce ist eine Stadt-und-Land-Gemeinde im Powiat Jasielski der Woiwodschaft Karpatenvorland in Polen. Ihr Sitz ist die gleichnamige Stadt mit etwa 11.250 Einwohnern.

## Gliederung
Zur Stadt-und-Land-Gemeinde (gmina miejsko-wiejska) gehören neben der Stadt Kołaczyce folgende sieben Dörfer mit einem Schulzenamt:
Bieździedza, Bieździadka, Krajowice, Lublica, Nawsie Kołaczyckie, Sieklówka und Sowina.